# Дордоња (река)
Дордоња (фр. La Dordogne) је река у јужној и југозападној Француској. Има дужину од 483,3 km и слив површине 23.870 km². Извире испод врха Пиј де Санси, највишег врха Централног масива у јужној Француској, тече на запад где се састаје са реком Гарона код Бордоа и тако гради естуар Жиронда у Бискајском заливу. Средњи проток Дордоње је 380 m³/s. 
За реку Дордоња је карактеристичан плимски талас. Горњи ток реке пролази кроз планинске кланце. Доњи ток пролази кроз пољопривредно-туристичку регију пашњака, винограда и воћњака.